# Massif des Voirons
Massif des Voirons este o arie protejată (sit de importanță comunitară — SCI) din Franța întinsă pe o suprafață de 978 ha, integral pe uscat.

## Localizare
Centrul sitului Massif des Voirons este situat la coordonatele 46°12′26″N 6°21′15″E / 46.20722°N 6.35417°E.

## Înființare
Situl Massif des Voirons a fost declarat arie specială de conservare în baza directivei 92/43 din 1992 referitoare la conservarea habitatelor naturale și a faunei și florei sălbatice pentru a proteja 2 specii de plante și 4 specii de animale.

## Biodiversitate
Situată în ecoregiunea alpină, aria protejată conține 6 habitate naturale: Păduri de fag Asperulo-Fagetum, Pajiști uscate europene, Liziere de ierburi înalte hidrofile de câmpie și de nivel montan până la alpin, Peșteri inaccesibile publicului, Păduri de fag Luzulo-Fagetum, Păduri pe pante, grohotișuri și ravene de Tilio-Acerion.
La baza desemnării sitului se află mai multe specii protejate:
- plante (2): Buxbaumia viridis, papucul doamnei (Cypripedium calceolus)
- amfibieni (1): izvoraș-cu-burta-galbenă (Bombina variegata)
- mamifere (3): liliac cârn (Barbastella barbastellus), râs eurasiatic (Lynx lynx), liliac comun (Myotis myotis)

Pe lângă speciile protejate, pe teritoriul sitului au mai fost identificate 4 specii de amfibieni, 2 specii de mamifere, 1 specie de reptile.